# Antônio Silva (lutador)
Antônio "Bigfoot" da Silva (Brasília, 14 de setembro de 1979) é um lutador brasileiro de artes marciais mistas (MMA). Ele é um ex-lutador do Ultimate Fighting Championship, onde lutou na categoria de peso-pesado. Silva sofre de uma doença chamada acromegalia, que causa o alargamento das características faciais e do corpo por causa de um tumor em sua glândula pituitária. Antônio Pezão nasceu em Brasília no Distrito Federal, porém com dez anos de idade se mudou com seus pais para Campina Grande no estado da Paraíba, onde cresceu, constituiu família e se tornou lutador de MMA.

## Carreira no MMA
Começou a carreira em 2005, sua primeira luta foi contra Tengiz Tedoradze, na qual conseguiu nocautear o adversário no 1º assalto.

### EliteXC
Na sua estreia, nocauteou Wesley Correira logo no primeiro assalto. Em seguida, Antônio enfrentou Jonathan Wiezorek, finalizando o oponente também no primeiro assalto. A terceira vitória veio contra o ex-campeão peso-pesado do UFC Ricco Rodriguez, por decisão dividida dos juízes.
No dia 26 de julho de 2008, Antônio Silva venceu por nocaute técnico no segundo assalto Justin Eilers, e ganhou o título de campeão peso-pesado do EliteXC. Contudo, o brasileiro foi pego no exame antidoping ao ser constatado a presença do esteróide anabolizante boldenona no seu organismo, e foi suspenso por um ano e multado em 2500 dólares pela Comissão Atlética do Estado da Califórnia. Segundo o empresário de Antônio Silva, o resultado do teste positivo para boldenona foi causado por seu uso de Novadex, a testosterona da dose de reforço que Silva usa para combater os baixos níveis de testosterona causada por sua acromegalia. "Ele tem que tratá-la", disse Alex Davis. "Ele gasta entre U$ 6.000 e U$ 8.000 por mês só em remédio para ela. Ele precisa ser capaz de continuar a lutar para ganhar a vida. Se é entre a saúde de Antônio e agradando a comissão Atlética, temos de escolher a sua saúde."

### Strikeforce
No dia 7 de novembro de 2009, Antônio Silva estreou com derrota no Strikerforce contra o também brasileiro Fabrício Werdum, por decisão unânime dos juízes.
Em seguida, Silva obteve sua primeira vitória no evento ao ganhar por decisão unânime do ex-campeão peso-pesado do UFC, Andrei Arlovski. No Strikeforce: Henderson vs. Babalu II, Antônio enfrentou Mike Kyle, conseguindo a vitória no segundo assalto por nocaute técnico.
No dia 12 de fevereiro de 2011, o brasileiro derrotou o campeão peso-pesado do extinto PRIDE, o russo Fedor Emelianenko, pelas quartas-de-final do torneio dos pesados do Strikeforce. Com a vitória, Silva enfrentaria na semifinal Alistair Overeem, que venceu o confronto contra Fabrício Werdum, porém o atleta holandês não podia lutar nessa data, sendo substituído por Daniel Cormier, que nocauteou o brasileiro.

### UFC
Ainda durante a realização do GP dos Pesados do Strikeforce, o UFC anuncionou a aquisição deste evento, fato que culminou na integração do quadro de lutadores ao quadro do UFC e após negociações, Pezão fechou contrato com o UFC e sua estréia seria logo com o ex-campeão da categoria e "top contender" Cain Velasquez.
A luta contra o ex-campeão terminou com derrota de Pezão, que foi castigado no "ground-and-pound" efetivo de Velasquez que abriu um corte profundo no supercílio de Pezão, abrindo de vez caminho para a recuperação de Velasquez que buscava revanche contra Junior Cigano que havia lhe tomado o cinturão em sua luta anterior.
Em sua próxima luta, Pezão enfrentou Travis Browne, um "prospect" da categoria, invicto, até então. Pezão não demorou a encerrar o combate por nocaute técnico após conectar um poderoso direto de direita que derrubou e praticamente nocauteou Browne, após a queda Pezão avançou para golpeá-lo ainda mais, forçando a interrupção da luta por parte do árbitro central.
No dia 2 de fevereiro de 2013, Pezão subiu ao octógono para enfrentar outro "top contender" da categoria, Alistair Overeem que, em caso de vitória, ganharia o "title shot" diante de Cain Velasquez. Em um combate equilibrado que até certa altura dava vantagem a Overeem na pontuação, Pezão, logo no início do terceiro e último round partiu para o ataque e conectou boa sequência de socos e um chute ("head kick") que deixaram Overeem atordoado e percebendo isso, Pezão partiu para definir o combate e acertando inúmeros golpes, variando entre ganchos, diretos e cruzados que, precisos, nocautearam Overeem.
Após a surpreendente vitória sobre um forte candidato à disputa do cinturão, a imprensa especializada e fãs passaram a veicular, principalmente em foruns e redes sociais rumores de uma eventual revanche entre Pezão e Velasquez, que consequentemente, lhe daria a chance de disputar o cinturão da categoria, fato bastante comentado pelo próprio lutador após a vitória sobre Overeem.
Após surpreender no UFC 156, Pezão enfrentou Cain Velasquez pelo Cinturão Peso Pesado do UFC, em 25 de maio de 2013 no UFC 160 e perdeu por nocaute técnico no primeiro round da luta. Após receber um direto no rosto e uma chuva de socos do campeão
Pezão enfrentou Mark Hunt em 6 de dezembro de 2013 no evento principal do UFC Fight Night: Hunt vs. Pezão. Em uma bela luta, onde Pezão e Hunt estiveram perto de finalizar a luta, no entanto, ambos ficaram com um empate após cinco rounds. Ao término da luta, os dois se abraçaram e foram aplaudidos de pé por toda a arena, inclusive por Bruce Buffer. Empolgado, Dana White classificou por twitter como a luta mais "louca" da história dos pesos pesados, e completou: "Nunca estive tão feliz com um empate na minha vida. Os vencedores são os fãs! Ambos vão levar o bônus da noite, e talvez eu compre uma ilha privada para os dois lutadores!" Hunt e Pezão levaram o prêmio de Luta da Noite.
Pezão enfrentou o veterano Andrei Arlovski em 13 de setembro de 2014 no UFC Fight Night: Pezão vs. Arlovski II, a luta foi uma revanche do Strikeforce: Heavy Artillery, onde Pezão venceu por decisão unânime. Na segunda luta, o resultado foi completamente diferente, Pezão foi derrotado por nocaute ainda no primeiro round.
Pezão era esperado para enfrentar Frank Mir em 28 de fevereiro de 2015 no UFC 184, no entanto, devido a uma lesão no evento principal do UFC Fight Night 61 em 22 de fevereiro de 2015, a luta foi movida para ser a luta principal do evento. Pezão foi nocauteado por Frank Mir ainda no primeiro round no UFC Porto Alegre.
Ele enfrentou Soa Palelei em 1 de agosto de 2015 no UFC 190 e o venceu por nocaute técnico no segundo round.
A revanche da épica luta de 2013 contra Mark Hunt foi realizada em 14 de novembro de 2015, no UFC 193. Pezão perdeu por nocaute no primeiro round.
Pezão enfrentou o gigante Stefan Struve em 8 de maio de 2016 no UFC Fight Night: Overeem vs. Arlovski. Pezão perdeu por nocaute no primeiro round em apenas 15 segundos, fazendo dessa luta uma das mais rápidas da categoria peso-pesado do UFC.
Em seguida, Pezão enfrentou Roy Nelson no dia 24 de setembro de 2016 em Brasília, sendo derrotado por nocaute no segundo round. 
No dia 21 de outubro de 2016, o empresário de Pezão anunciou a saída do lutador do UFC após 4 anos na organização.

### Pós UFC
Pezão seguiu carreira após sair do UFC, mas continua sua má fase. Mesmo voltando a fazer uso da TRT, Pezão não conseguiu vencer. Aos 37 anos, perdeu a quinta consecutiva (quatro por nocaute), chegando à marca de apenas uma vitória nas últimas 10 lutas. Pezão ainda tentou a sorte no kickboxing, tendo participado do Glory 46, porém foi nocauteado aos 45 segundos do 2 round pelo holandês Rico Verhoeven.

## Cartel no MMA
| Cartel no MMA   |             |             |
| 32 lutas        | 19 vitórias | 12 derrotas |
| Por nocaute     | 14          | 10          |
| Por finalização | 3           | 0           |
| Por decisão     | 2           | 2           |
| Empates         | 1           | 1           |

| Res.    | Cartel  | Oponente          | Método                                  | Evento                                      | Data       | Round | Tempo | Local                         | Notas                                                                               |
| ------- | ------- | ----------------- | --------------------------------------- | ------------------------------------------- | ---------- | ----- | ----- | ----------------------------- | ----------------------------------------------------------------------------------- |
| Derrota | 19-12-1 | Vitaly Minakov    | Nocaute (socos)                         | Fight Nights Global 68                      | 02/06/2017 | 2     | 1:37  | São Petersburgo               |                                                                                     |
| Derrota | 19-11-1 | Ivan Shtyrkov     | Decisão (unânime)                       | Titov Boxing Promotion - Shtyrkov vs. Silva | 18/11/2016 | 3     | 5:00  | Ecaterimburgo                 |                                                                                     |
| Derrota | 19-10-1 | Roy Nelson        | Nocaute (socos)                         | UFC Fight Night: Cyborg vs. Lansberg        | 24/09/2016 | 2     | 4:10  | Brasília                      |                                                                                     |
| Derrota | 19-9-1  | Stefan Struve     | Nocaute (cotoveladas)                   | UFC Fight Night: Overeem vs. Arlovski       | 08/05/2016 | 1     | 0:15  | Roterdã                       | 2° Luta mais rápida nos Pesos Pesados.                                              |
| Derrota | 19-8-1  | Mark Hunt         | Nocaute Técnico (socos)                 | UFC 193: Rousey vs. Holm                    | 14/11/2015 | 1     | 3:41  | Melbourne                     |                                                                                     |
| Vitória | 19-7-1  | Soa Palelei       | Nocaute Técnico (socos)                 | UFC 190: Rousey vs. Correia                 | 01/08/2015 | 2     | 0:41  | Rio de Janeiro                |                                                                                     |
| Derrota | 18-7-1  | Frank Mir         | Nocaute (socos e cotoveladas)           | UFC Fight Night: Pezão vs. Mir              | 22/02/2015 | 1     | 1:40  | Porto Alegre                  |                                                                                     |
| Derrota | 18-6-1  | Andrei Arlovski   | Nocaute (socos)                         | UFC Fight Night: Pezão vs. Arlovski II      | 13/09/2014 | 1     | 2:59  | Brasília                      |                                                                                     |
| Empate  | 18-5-1  | Mark Hunt         | Empate (Majoritário)                    | UFC Fight Night: Hunt vs. Pezão             | 06/12/2013 | 5     | 5:00  | Brisbane                      | Luta da Noite. Pezão falhou no teste antidoping e foi suspenso por 9 meses.         |
| Derrota | 18-5    | Cain Velasquez    | Nocaute Técnico (socos)                 | UFC 160: Velasquez vs. Silva II             | 25/05/2013 | 1     | 1:21  | Las Vegas, Nevada             | Pelo Cinturão Peso-Pesado do UFC.                                                   |
| Vitória | 18-4    | Alistair Overeem  | Nocaute (chute na cabeça e socos)       | UFC 156: Aldo vs. Edgar                     | 02/02/2013 | 3     | 0:36  | Las Vegas, Nevada             | Nocaute da Noite.                                                                   |
| Vitória | 17-4    | Travis Browne     | Nocaute (socos)                         | UFC on FX: Browne vs. Silva                 | 05/10/2012 | 1     | 3:27  | Minneapolis, Minnesota        |                                                                                     |
| Derrota | 16-4    | Cain Velasquez    | Nocaute Técnico (socos)                 | UFC 146: Dos Santos vs. Mir                 | 26/05/2012 | 1     | 3:36  | Las Vegas, Nevada             | Estreia no UFC.                                                                     |
| Derrota | 16-3    | Daniel Cormier    | Nocaute (socos)                         | Strikeforce: Barnett vs. Kharitonov         | 10/09/2011 | 1     | 3:56  | Cincinnati, Ohio              | Semifinal do Torneio de Pesados do Strikeforce                                      |
| Vitória | 16-2    | Fedor Emelianenko | Nocaute Técnico (interrupção do médico) | Strikeforce: Fedor vs. Silva                | 12/02/2011 | 2     | 5:00  | East Rutherford, Nova Jérsei  | Quartas de Final do Torneio de Pesados do Strikeforce                               |
| Vitória | 15-2    | Mike Kyle         | Nocaute Técnico (socos)                 | Strikeforce: Henderson vs. Babalu II        | 04/12/2010 | 2     | 2:49  | St. Louis, Missouri           |                                                                                     |
| Vitória | 14-2    | Andrei Arlovski   | Decisão (unânime)                       | Strikeforce: Heavy Artillery                | 15/05/2010 | 3     | 5:00  | St. Louis, Missouri           |                                                                                     |
| Derrota | 13-2    | Fabrício Werdum   | Decisão (unânime)                       | Strikeforce: Fedor vs. Rogers               | 07/11/2009 | 3     | 5:00  | Hoffman Estates, Illinois     |                                                                                     |
| Vitória | 13-1    | Jim York          | Finalização (triângulo de braço)        | Sengoku 10                                  | 23/09/2009 | 1     | 3:51  | Saitama                       |                                                                                     |
| Vitória | 12-1    | Yoshihiro Nakao   | Nocaute Técnico (lesão)                 | Sengoku no Ran 2009                         | 04/01/2009 | 1     | 1:42  | Saitama                       |                                                                                     |
| Vitória | 11-1    | Justin Eilers     | Nocaute Técnico (joelhadas e socos)     | EliteXC: Unfinished Business                | 26/07/2008 | 2     | 0:19  | Stockton, Califórnia          | Tornou-se o Campeão Inaugural Peso Pesado do EliteXC. Teste positivo para boldenona |
| Vitória | 10-1    | Ricco Rodriguez   | Decisão (dividida)                      | EliteXC: Street Certified                   | 16/02/2008 | 3     | 5:00  | Miami, Flórida                |                                                                                     |
| Vitória | 9-1     | Jonathan Wiezorek | Finalização (mata-leão)                 | EliteXC: Renegade                           | 10/11/2007 | 1     | 3:12  | Corpus Christi, Texas         |                                                                                     |
| Vitória | 8-1     | Wesley Correira   | Nocaute Técnico (socos)                 | EliteXC Destiny                             | 10/02/2007 | 1     | 3:49  | Southaven, Mississippi        |                                                                                     |
| Derrota | 7-1     | Eric Pele         | Nocaute Técnico (socos)                 | BodogFight – USA vs. Russia                 | 02/12/2006 | 1     | 2:40  | Vancouver, Columbia Britânica |                                                                                     |
| Vitória | 7-0     | Georgy Kaysinov   | Nocaute (soco)                          | K-1 – Hero's 7                              | 09/10/2006 | 1     | 1:08  | Yokohama                      |                                                                                     |
| Vitória | 6-0     | Tom Erikson       | Nocaute Técnico (socos)                 | K-1 – Hero's 5                              | 03/05/2006 | 1     | 2:49  | Tóquio                        |                                                                                     |
| Vitória | 5-0     | Tadas Rinkevicius | Nocaute Técnico (socos)                 | CWFC – Strike Force 5                       | 25/03/2006 | 1     | 3:22  | Coventry                      |                                                                                     |
| Vitória | 4-0     | Ruben Villareal   | Nocaute Técnico (socos)                 | CWFC – Strike Force 4                       | 26/11/2005 | 1     | 3:07  | Coventry                      | Ganhou o Cinturão Super Pesado do Cage Warriors.                                    |
| Vitória | 3-0     | Rafael Carino     | Nocaute Técnico (interrupção do córner) | Cage Rage 12 – The Real Deal                | 02/07/2005 | 1     | 2:55  | Londres                       | Ganhou o Cinturão Peso-Pesado do Cage Rage.                                         |
| Vitória | 2-0     | Marcus Tchinda    | Finalização (katagatame)                | CWFC – Strike Force                         | 02/05/2005 | 1     | 3:03  | Coventry                      |                                                                                     |
| Vitória | 1-0     | Tengiz Tedoradze  | Nocaute Técnico (socos)                 | UKMMAC 10 – Slugfest                        | 06/03/2005 | 1     | 0:48  | Essex                         |                                                                                     |